# Bryopsis (bướm đêm)
Bryopsis  là một chi bướm đêm thuộc họ Noctuidae.

## Hình ảnh

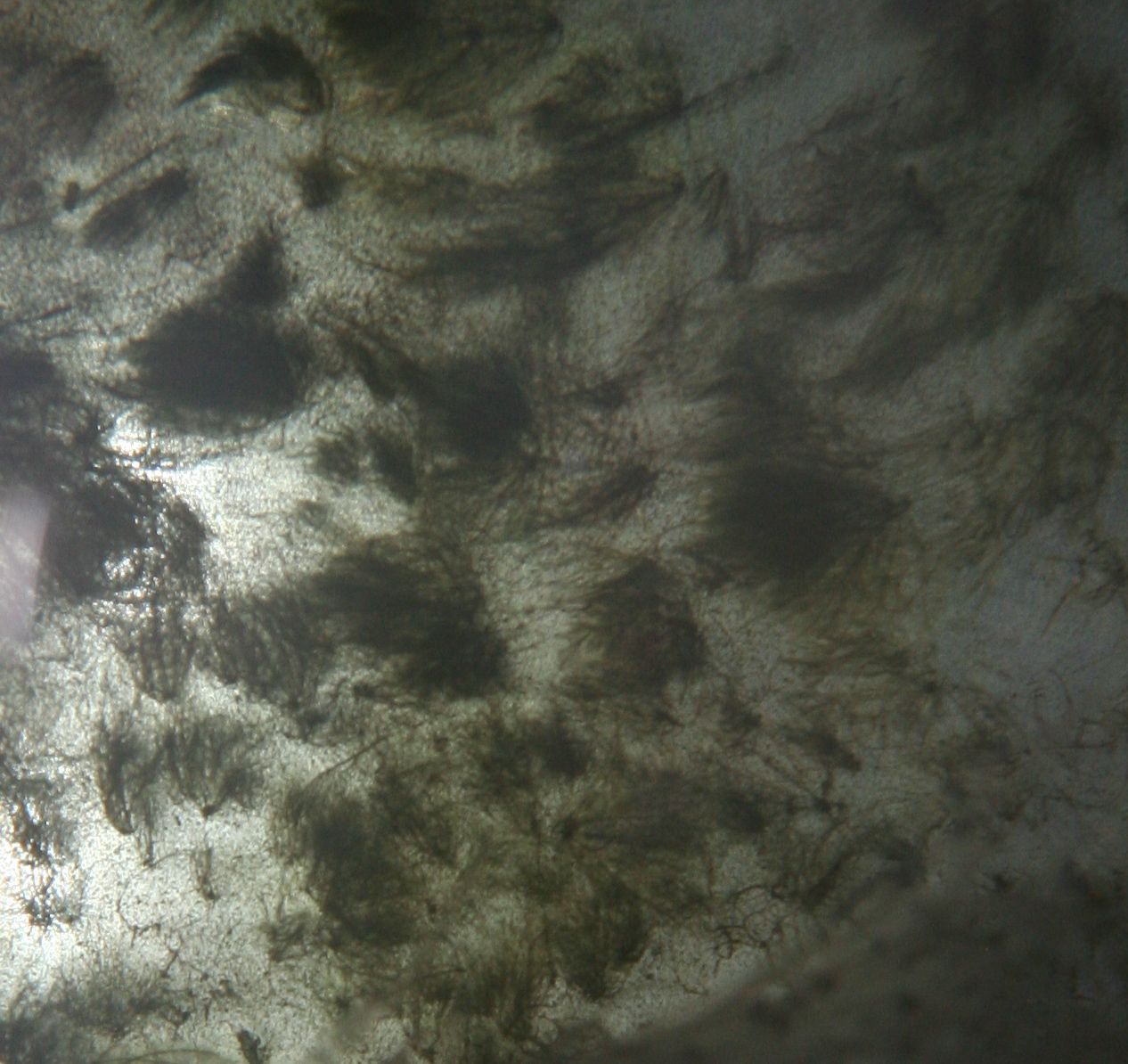